# Горно-Церовене
Горно-Церовене (болг. Горно Церовене) — село в Болгарии. Находится в Монтанской области, входит в общину Монтана. Население составляет 503 человека.

## Политическая ситуация
В местном кметстве Горно-Церовене, в состав которого входит Горно-Церовене, должность кмета (старосты) исполняет Йордан  Любенов Йорданов (Граждане за европейское развитие Болгарии (ГЕРБ)) по результатам выборов.
Кмет (мэр) общины Монтана —  Златко Софрониев Живков (независимый) по результатам выборов.